# Arena Pantanal
Arena Pantanal (officielt Arena Multiuso Governador José Fragelli, kaldenavn O Verdão ('Den store grønne')) er en multiarena i Cuiabá i delstaten Mato Grosso i Brasilien. Stadionet er bygget, hvor det tidligere stadion Estádio Governador José Fragellistod var opført. Stadionet blev opført i forbindelse med Brasiliens forberedelser til afviklingen af VM i fodbold 2014, og det blev i 2014 brugt til fire gruppespilskampe.
Prisen på stadion var budgetteret til ca. $ 245 millioner. Under VM i 2014 havde stadionet en tilskuerkapacitet på 41.390, og har i dag efter det brasilianske fodboldforbunds regulativer en kapacitet på 44.003 tilskuere. 

## Kampe under VM i fodbold 2014
| Dato          | Tid (UTC-04) | Hold    | Resultat | Hold                | Runde    | Tilskuertal |
| ------------- | ------------ | ------- | -------- | ------------------- | -------- | ----------- |
| 13. juni 2014 | 18:00        | Chile   | 3–1      | Australien          | Gruppe B | 40.275      |
| 17. juni 2014 | 18:00        | Rusland | 1–1      | Sydkorea            | Gruppe H | 37.603      |
| 21. juni 2014 | 18:00        | Nigeria | 1–0      | Bosnien-Hercegovina | Group F  | 40.499      |
| 24. juni 2014 | 16:00        | Japan   | 1–4      | Colombia            | Group C  | 40.340      |